# Musik, dans & party 11
Musik, dans & party 11 eller Vågar du så vågar jag är ett studioalbum från 1996 av det svenska dansbandet Sten & Stanley. För albumet fick bandet även en Grammis i kategorin "Årets dansband".

## Låtlista
1. "Vågar du så vågar jag" (T. Gunnarsson - E. Lord)
2. "En gul undulat" ("Mockingbird") (I. Foxx - C. Foxx - M. Forsberg)
3. "Efteråt" (E. Rabbitt - H. Jansson)
4. "Vilken dagdröm" (A. Anderson - M. Porter - E. Lord)
5. "Hur é dé" (T. Gunnarsson - E. Lord)
6. "Ensam" ("Alene") (S. Storm Kristiansen - R. Rudberg - J. Jensen)
7. "Radio Luxembourg" (R.Lövland - T.Endresen - I.Forsman)
8. "Bortom bergen de blå" (T. Gunnarsson - E. Lord)
9. "Det kommer nog en dag" (B. Holly - J. Allison - N. Petty - K. Almgren)
10. "En på miljonen" (A. Persson - B. Alriksson)
11. "Du kan få allt det du drömmer om" (J. Cliff - I. Forsman)
12. "Jag vill visa dig stjärnorna" (R-M. Stråhle)
13. "Ingen är så underbar som du" (R. Lövland - O. Boröchstein - M. Forsberg)
14. "Jag vill vara din, Margareta" (J-E. Carlzon)

## Listplaceringar
| Lista (1996-1997) | Topplacering |
| ----------------- | ------------ |
| Sverige           | 39           |

### Fotnoter
1. ↑  ”Grammis”. Arkiverad från originalet den 17 mars 2012. https://web.archive.org/web/20120317055524/http://www.ifpi.se/wp/wp-content/uploads/100428-lc-vinnare-genom-%C3%A5ren.pdf. Läst 1 maj 2011.
2. ↑  Listplacering Arkiverad 25 mars 2014 hämtat från the Wayback Machine.